# Mohamed Salah Kasmi
Pour les articles homonymes, voir Kasmi.
Mohamed Salah Kasmi (arabe : محمد صالح القاسمي), né le 3 mai 1947 à Sfax, est un universitaire tunisien spécialiste de la sécurité sociale. Il est par ailleurs écrivain, poète et acteur associatif.

## Carrière universitaire
Il enseigne dans plusieurs établissements d'enseignement supérieur en tant que professeur universitaire vacataire.
En plus des cours dispensés, Kasmi assume plusieurs autres missions dans le cadre universitaire : il est ainsi membre du comité scientifique de l'École nationale d'administration de 1995 à 2010 et chef du groupe de recherche et d'organisation dans son centre de recherche et d'études administratives en 1991-1992.

## Engagement associatif
En 1981, il fonde la section lorraine de l'association France-Tunisie dont l'objectif est de maintenir et de développer les liens entre la France et la Tunisie et de faciliter les échanges culturels.
Le 22 octobre 1985, il fonde l'Association tunisienne de défense sociale (ATDS) dont les objectifs sont la lutte contre la drogue, la prévention des jeunes contre la délinquance,, et l'aide apportée aux enfants abandonnés,. L'ATDS organise ainsi des colloques nationaux et internationaux, notamment sur la solidarité et le bénévolat, la prévention de l'échec scolaire, la délinquance, la lutte contre la solitude, etc. En octobre 1992, l'ATDS organise aussi un symposium international sur le monde associatif et la société civile en collaboration avec l'Unicef et plusieurs associations tunisiennes et étrangères.
Responsable de la Croix-Rouge française dans les villes de La Celle-Saint-Cloud, Bougival et Louveciennes, il donne des cours aux migrants mineurs, gère des aides alimentaire et vestimentaire, assure des formations aux premiers secours et met en place une structure de soutien aux proches de personnes atteintes de la maladie d'Alzheimer. Au sein de la Croix-Rouge, Mohamed Salah Kasmi est également vice-président de la délégation territoriale des Yvelines et responsable départemental de la communication, du développement des ressources et de l'action internationale décentralisée. En août 2017, il est décoré de la médaille de la Reconnaissance de La Celle-Saint-Cloud.

## Publications

### Ouvrages

#### Sécurité sociale
- La sécurité sociale en Tunisie, éd. Contribution à la littérature d'entreprise, Tunis, 1989[16] ;
- Accidents du travail et maladies professionnelles en Tunisie, éd. Éditions internationales, Tunis, 1995  (ISBN 9973-17-571-9) ;
- Sécurité sociale dans les secteurs public et privé, éd. Éditions internationales, Tunis, 1996 ;
- Recueil des textes de sécurité social commenté et agrémenté d'arrêts de jurisprudence, éd. Éditions internationales, Tunis, 1997  (ISBN 9973-805-00-3) ;
- Précis de sécurité sociale, éd. École nationale d'administration, Tunis, 1998  (ISBN 9973-909-48-8) ;
- L'assurance maladie en Tunisie, éd. Presses de l'imprimerie centrale, Tunis, 2008  (ISBN 978-9973-0-0342-3)[17].

#### Droit du travail
- Guide pratique du chef d'entreprise et du responsable administratif, éd. Éditions internationales, Tunis, 1992  (ISBN 9973-744-06-3) ;
- Droit du travail tunisien, éd. Éditions internationales, Tunis, 1998  (ISBN 9973-805-10-0).

#### Essais
- La Tunisie dans les sables mouvants, éd. La Pensée universelle, Paris, 1978 ;
- Le 7 novembre, éd. Société tunisienne de diffusion, Tunis, 1988  (ISBN 9973-11-035-8) ;
- (ar) Les préoccupations de la société moderne, éd. Imprimerie des annonces, Tunis, 1993  (ISBN 9973-17-314-7) ;
- Tunisie : l'islam local face à l'islam importé, éd. L'Harmattan, Paris, 2014  (ISBN 978-2-343-04459-0) ;

#### Poésies
- (ar) Mélodies sans mémoire, éd. Presses de l'imprimerie centrale, Tunis, 2008  (ISBN 978-9973-0-0012-5) ;
- Couleurs de la vie, éd. Presses de l'imprimerie centrale, Tunis, 2008  (ISBN 978-9973-0-0014-9).

### Articles
Mohamed Salah Kasmi a publié multiples articles dans La Presse de Tunisie,,,,,, mais aussi dans L'Économiste maghrébin ou la Revue tunisienne d'administration publique. Il donne aussi des interviews au Temps ou à L'Économiste maghrébin.